# Mike Flanagan (regista)
Mike Flanagan (Salem, 20 maggio 1978) è un regista, sceneggiatore, montatore produttore cinematografico statunitense.

## Biografia
Flanagan è nato a Salem, Massachusetts, figlio di Timothy e Laura Flanagan. Il padre ha fatto parte della United States Coast Guard, per questo motivo la famiglia si è spostata spesso attraverso gli Stati Uniti. Infine si è stabilita a Bowie, Maryland, dove fin da bambino Flanagan si è appassionato al cinema, tanto da realizzare brevi filmati su VHS. Ha frequentato la Archbishop Spalding High School, dove è stato attivo nel reparto di teatro e presidente dell'associazione studentesca. Si è poi laureato in Electronic Media & Film alla Towson University. Durante gli anni all'università ha diretto diversi cortometraggi studenteschi.
Si trasferisce a Los Angeles e inizia a lavorare come montatore per vari programmi televisivi, documentari e spot pubblicitari. Nel 2005 dirige il cortometraggio Oculus: Chapter 3 - The Man with the Plan, progettato come parte di una serie antologica su uno specchio infestato. Il cortometraggio è stato girato con un budget ridottissimo e ha ottenuto diversi premi in vari festival cinematografici internazionali.
Da sempre appassionato del genere horror, nel 2011 riesce a dirigere il suo primo lungometraggio intitolato Absentia, film indipendente realizzato grazie al crowdfunding attraverso il sito web Kickstarter. Il film ottiene riconoscimenti internazionali in vari festival cinematografici, permettendo a Flanagan di farsi conoscere dagli addetti ai lavori. Nel 2013 dirige Oculus - Il riflesso del male, basato sul suo precedente cortometraggio Oculus: Chapter 3, prodotto da importanti case di produzione e presentato in anteprima al Toronto International Film Festival.
Successivamente dirige il film horror Somnia, con Kate Bosworth e Thomas Jane: il film ha avuto problemi di distribuzione a causa della fallimento della Relativity Media. Nel 2016 dirige l'horror Il terrore del silenzio, distribuito a livello internazionale da Netflix. Nello stesso anno ha diretto Ouija - L'origine del male, prequel di Ouija del 2014. Nel 2019 dirige il sequel del celeberrimo Shining di Stanley Kubrick, Doctor Sleep, film nel quale si occupa anche della sceneggiatura e del montaggio. 
Nel 2018 crea per Netflix la serie televisiva The Haunting, di cui dirige tutti gli episodi che compongono le due stagioni. Sempre per Netflix crea e dirige nel 2021 la serie Midnight Mass e, un anno dopo, la serie The Midnight Club, basata sull'omonimo romanzo di Christopher Pike. Ancora per Netflix nel 2023 ha girato la miniserie La caduta della casa degli Usher, liberamente ispirata all'omonimo libro di Edgar Allan Poe.

## Vita privata
Dal 2005 al 2010 è stato sposato con Shea Cerveny. A febbraio 2016 si è sposato con l'attrice e sceneggiatrice Kate Siegel, da lui più volte diretta in diversi film. La coppia ha due figli: Cody Paul Flanagan, nato a novembre 2016, e Theodora Isabelle Irene Flanagan, nata nel dicembre 2018.

## Filmografia

### Regista

#### Cinema
- Oculus - Il riflesso del male (Oculus) (2013)
- Ouija - L'origine del male (Ouija: Origin of Evil) (2016)
- Somnia (Before I Wake) (2016)
- Hush - Il terrore del silenzio (Hush) (2016)
- Il gioco di Gerald (Gerald's Game) (2017)
- Doctor Sleep (2019)
- The Life of Chuck (2024)

#### Televisione
- The Firefighter Combat Challenge – serie TV (2001)
- The Haunting – serie TV, 19 episodi (2018-2020)
- Midnight Mass – miniserie TV, 7 episodi (2021)
- The Midnight Club – serie TV, 10 episodi (2022)
- La caduta della casa degli Usher (The Fall of the House of Usher) – miniserie TV, 8 episodi (2023)